# Blerta Basholli
Pour les articles homonymes, voir Basholli.
Blerta Basholli, née en 1983 au Kosovo, est une réalisatrice et scénariste kosovare.

## Biographie
Blerta Basholli naît au Kosovo en 1983. À partir de 2008, elle étudie dans le programme d'études supérieures en cinéma de la Tisch School of the Arts de l'Université de New York. Elle travaille à sa maîtrise lorsque son compagnon, un photographe, lui signale une histoire qu'il avait entendue au sujet d'une villageoise qui, après avoir réussi son examen de conduite, a été victime de discrimination dans le quartier pour avoir travaillé et conduit une camionnette. Elle la trouve très intéressante, car les Albanais se vantaient de leur hospitalité, de leur courtoisie et de leur solidarité, mais cette mère de deux enfants, dont le mari a disparu après la guerre, a reçu peu de soutien.
Ce fait divers inspire son premier long métrage, La Ruche. Le film transpose l'histoire réelle de Fahrije Hoti, une Albanaise kosovare qui a signalé la disparition de son mari après un massacre perpétré par les forces serbes dans le village de Krusha e Madhe en mars 1999, un jour après le début des frappes aériennes de l'OTAN. La maison de Hoti est incendiée pendant la guerre et elle est laissée seule pour s'occuper de deux jeunes enfants et des parents de son mari. Discriminée en tant que mère célibataire, Hotia essaye de convaincre ses voisins, qui avaient presque tous leurs maris à la guerre, qu'ils pouvaient gagner de l'argent en vendant leurs concombres faits maison et l'ajvar traditionnel. Lorsque Blerta Basholli s'est adressée à Hoti, elle a d'abord pensé qu'elle voulait faire un documentaire sur sa vie, mais Basholli a pu la rassurer qu'on ne voulait utiliser sa vie que comme modèle pour un long métrage et que de nombreux éléments seraient modifiés. Basholli at également incorporé dans le film les nombreuses interviews que Hoti et d'autres femmes du village avaient données au fil des ans. Basholli elle-même n'est retournée au Kosovo qu'en 2011.
Aujourd'hui, elle est directrice culturelle à Pristina. La Ruche est présenté en avant-première au Sundance Film Festival fin janvier 2021. La Ruche est soumis par le Kosovo comme candidature pour les Oscars 2022 dans la catégorie Meilleur film international.

## Filmographie partielle

### Au cinéma
- 2006 : Mirror, Mirror...   (court métrage documentaire, réalisation et scénario)
- 2011 : Lena dhe Unë   (court métrage, réalisation et scénario)
- 2021 : La Ruche (Zgjoi)  (réalisation et scénario)

## Distinctions (sélection)
- Festival du film de Hambourg : 
  - 2021 : Obtention du NDR Young Talent Award (La Ruche)[4]
- Festival international du film de Varsovie :
  - 2021 : Nomination pour le Prix 1-2 (La Ruche)[5]
- Festival du film de Sundance : 
  - 2021 : Lauréat du Grand Prix du Jury World Cinema : Dramatique (Hive)
  - 2021 : Prix du Public : World Cinema Dramatic (La Ruche)
  - 2021 : Prix de la réalisation : World Cinema Dramatic (La Ruche)[6],[7]
- Festival du cinéma méditerranéen de Montpellier 2021 : Antigone d'or pour La Ruche[8],[9]